# Saskia Hula
Saskia Maria Magdalena Hula (* 3. Oktober 1966 in Wien) ist eine österreichische Kinderbuchautorin.

## Leben
Sie absolvierte eine Ausbildung zur Sonderschullehrerin, unterrichtete im Anschluss mehrere Jahre an der Wiener Heilstättenschule, bevor sie 2000 an eine multikulturelle Volksschule in Wien wechselte.
Sie hat zwei Kinder und lebt abwechselnd im Burgenland und in Wien.
Ihr erstes Buch, "Romeo und Juliane", erschien 2004. Mehrere ihrer Bücher wurden von ihrer Schwester Tizia Hula illustriert. Einige Bücher wurden ins Koreanische, Chinesische, Dänische und Niederländische übersetzt.

## Auszeichnungen
- 2010: Mira-Lobe-Stipendium des österreichischen Bundesministeriums für Unterricht, Kunst und Kultur.
- 2010: Kröte des Monats März für Bei 3 auf den Bäumen (mit Illustratorin Ulrike Möltgen)
- 2011: Aufnahme ihres Bilderbuchs Bei drei auf den Bäumen in die Ehrenliste zum Österreichischen Kinder- und Jugendbuchpreis 2011.
- 2013: Österreichischer Kinder- und Jugendbuchpreis 2012 für Die beste Bande der Welt.
- 2016: Aufnahme ihres Buches Hyänen kommen nie zu spät in die Ehrenliste zum Österreichischen Kinder- und Jugendbuchpreis 2016.
- 2017: Aufnahme ihrer Bücher Die 7 Leben meiner Katze und Ein Denkmal für Frau Hasenohr in die Ehrenliste zum Österreichischen Kinder- und Jugendbuchpreis 2017.
- 2017: Preis der Jugend-Jury im Rahmen des Österreichischen Kinder- und Jugendbuchpreis für Ein Denkmal für Frau Hasenohr.

## Werke
- Meine schönsten Geschichten von Gott, illustriert von Tizia Hula – Zehn besondere Bücher zum Andersentag 2007
- Tausend Sterne über mir, illustriert von Tizia Hula
- Das Bibel-Puzzle-Buch, illustriert von Emil-Maier-F.
- Basti bleibt am Ball, 2004, illustriert von Tizia Hula – Zehn besondere Bücher zum Andersentag 2006
- Romeo und Juliane, 2004, illustriert von Helga Demmer
- Romeo soll Vater werden, illustriert von Helga Demmer
- Romeo macht was er will, 2005, illustriert von Helga Demmer
- Oma kann sich nicht erinnern, illustriert von Karsten Teich
- Der Lesemuffel, illustriert von Ute Krause
- Der Mathemuffel, illustriert von Ute Krause
- Marie macht Urlaub, illustriert von Tizia Hula
- Besuch bei Marie, illustriert von Tizia Hula
- Donnerstag ist Drachentag, illustriert von Karsten Teich
- Lola und die Buchstabentage, illustriert von Ute Krause
- Mamas Liste, illustriert von Karsten Teich
- Windig und Wolkenbruch, illustriert von Karsten Teich
- Lausige Zeiten für Paula, illustriert von Manuela Tober – Nominiert für den KinderLITERAturpreis 2008
- Vossi vergisst sich, illustriert von Manuela Tober
- Basti bleibt am Ball, illustriert von Tizia Hula
- Hermann hört Stimmen, illustriert von Karsten Teich
- Coloretti sieht bunt, illustriert von Andreas Gärtner
- Komme gleich, illustriert von Christine Brand 2008
- Der Löwe auf dem roten Sofa illustriert von Tizia Hula – Zehn besondere Bücher zum Andersentag 2009
- Eine Maus kommt groß heraus, illustriert von Tizia Hula 2009
- Selma steht kopf illustriert von Ute Krause 2009
- Mahlzeit Monster! illustriert von Tizia Hula 2010 – Zehn besondere Bücher zum Andersentag 2011
- Oje, sagt die Fee illustriert von Verena Hochleitner 2010
- Bei 3 auf den Bäumen, illustriert von Ulrike Möltgen 2010 – in der Kollektion des Kinder- und Jugendbuchpreises 2011
- Tausche Baby gegen Hund, illustriert von Sabine Kranz 2011
- Attila, König der Angeber, illustriert von Carola Holland 2011
- Selma geht in die Luft, illustriert von Ute Krause 2011
- Pfoten weg vom Weihnachtsbaum, illustriert von Steffie Becker 2011
- Eine Herde für Kringelchen, illustriert von Tizia Hula 2012
- Selma sieht Gespenster, illustriert von Ute Krause 2012
- Selma erlebt ihr blaues Wunder, illustriert von Ute Krause 2012
- Anton der kleine Pirat, illustriert von Susanne Wechdorn 2012
- Die beste Bande der Welt, illustriert von Ina Hattenhauer 2012 – Österreichischer Kinder- und Jugendbuchpreis 2012
- Kaninchentage, illustriert von Dagmar Geißler 2013
- Eine Kiste für den Bären, illustriert von Stefanie Reich 2013
- Das große Österreich Wimmelbuch, illustriert von Sabine Wiemers 2013
- Die coolste Schule der Welt, illustriert von Ina Hattenhauer 2013
- Nuno geteilt durch zwei, illustriert von Eva Muszynski 2013
- Gilberts grausiges Getier, illustriert von Eva Muszynski 2014
- Besetzt!, illustriert von Maria Stalder 2014
- Das größte Geheimnis der Welt, illustriert von Ina Hattenhauer 2014
- Hyänen kommen nie zu spät, illustriert von Stefanie Duckstein 2015 – in der Kollektion des Kinder- und Jugendbuchpreises 2016
- Elvis im Einsatz, illustriert von Eva Muszynski 2015
- Ein Hauptgewinn ist immer drin, illustriert von Ina Hattenhauer 2015
- Ein Denkmal für Frau Hasenohr, illustriert von Susanne Göhlich 2016 – in der Kollektion des Kinder- und Jugendbuchpreises 2016 und Preis der Jugend-Jury
- Kleiner Panda Pai – Unterwegs ins Abenteuer, illustriert von Kerstin Schoene 2016
- Die 7 Leben meiner Katze, illustriert von Aljoscha Blau 2016 – in der Kollektion des Kinder- und Jugendbuchpreises 2017
- Kleiner Panda Pai – Auf leisen Tatzen, illustriert von Kerstin Schoene 2017
- Kurt und Krümel, illustriert von Susanne Wechdorn 2017
- Bicos letzter Tag, illustriert von Eva Muszynski 2017